# 巽他島弧

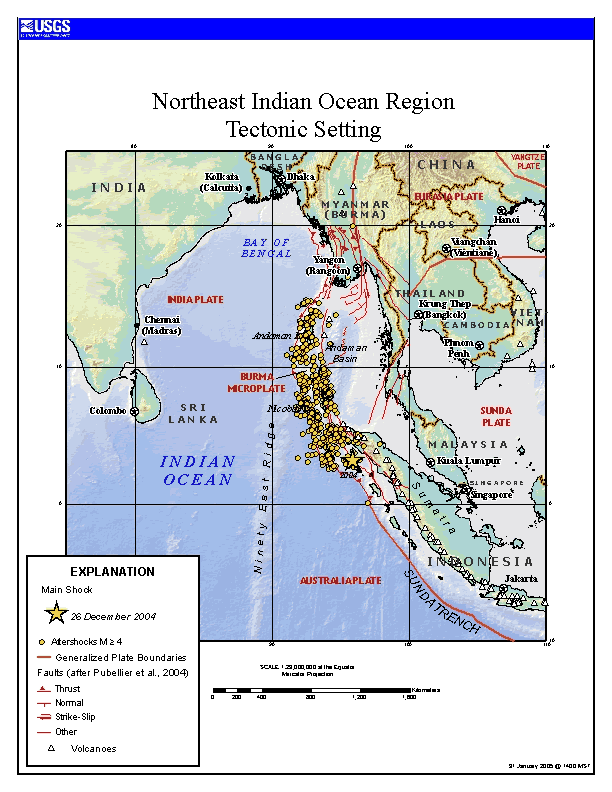
巽他島弧位於板塊活動頻繁的地區

巽他島弧是由蘇門答臘島、爪哇島、巽他海峽、小巽他群島等組成的火山弧，島上的火山鏈是該區的主要地形。
巽他島弧地處於板塊活動區域，位於印度地下的巽他板塊、緬甸板塊兩個東歐亞板塊與形成印度洋和孟加拉灣海床的印度-澳洲板塊兩者之間互相聚合。巽他島弧出現所有地球動力學的特徵，是一個典型的火山島弧。
2004年12月26日，印度-澳洲板塊沿著巽他島弧隱沒於巽他板塊和緬甸板塊以下，爪哇海溝中的隱沒帶變形，造成2004年印度洋大地震。
巽他島弧上有世界上最危險和爆炸性的火山，松巴哇島上坦博拉火山在1815年的爆發被認為是有史以來最大型的火山爆發。這道隱沒帶也形成世界上最大型的活火山多巴湖，該火山曾經發生人類歷史上最大型的火山爆發指數達8級的火山爆發，產生超過2,800立方公里的岩漿。
1883年喀拉喀托火山爆發，巨響傳至5,000公里以外的地方仍可聽見，是有記錄以來已知最巨大的聲音。數以十萬計的人因上述和其他火山如帕潘達揚火山、加隆貢火山、克盧德火山爆發而喪命。

## 延伸閱讀
- Newcomb KR & McCann WR. (1987). Seismic history and seismotectonics of the Sunda Arc. Journal of Geophysical Research; 92:421–439.